# Protyndarichoides punctatifrons
Protyndarichoides punctatifrons är en stekelart som beskrevs av Sushil och Muhammad Sharif Khan 1996. Protyndarichoides punctatifrons ingår i släktet Protyndarichoides och familjen sköldlussteklar. Inga underarter finns listade i Catalogue of Life.